# دلة خاني (مقاطعة فومن)
دلة خاني (بالفارسية: دله خانی) هي قرية تقع في غيلان في إيران. يقدر عدد سكانها بـ 0 نسمة بحسب إحصاء 2016.